# Payachata
Payachata lub Paya Chata (w ajmara pä, paya znaczy „dwa”, a w pukina chata znaczy „góra”, całość oznacza „dwie góry”) – kompleks dwóch potencjalnie aktywnych wulkanów na granicy Boliwii i Chile. Położone są bezpośrednio na północ od jeziora Chungará. Kompleks zawiera dwa wierzchołki: Pomerape na północy i Parinacotę na południu. Na boliwijskiej stronie wulkany znajdują się w departamencie Oruro w prowincji Sajama. Na chilijskiej stronie leżą w regionie Arica y Parinacota w prowincji Parinacota.
Dzięki zastosowaniu metody helowej do datowania wieku osadów skalnych znajdujących się na powierzchni obu masywów wiadomo, że Parinacota wybuchł w ciągu ostatnich 2000 lat, a Pomerape w plejstocenie.